# العلاقات السورينامية الكوبية
العلاقات السورينامية الكوبية هي العلاقات الثنائية التي تجمع بين سورينام وكوبا.

## مقارنة بين البلدين
هذه مقارنة عامة ومرجعية للدولتين:
| وجه المقارنة                                              | سورينام                        | كوبا                              |
| --------------------------------------------------------- | ------------------------------ | --------------------------------- |
| المساحة (كم2)                                             | 163.27 ألف                     | 109.88 ألف                        |
| عدد السكان (نسمة)                                         | 563.40 ألف                     | 11.48 مليون                       |
| الكثافة السكانية (ن./كم²)                                 | 3.45                           | 104.48                            |
| العاصمة                                                   | باراماريبو                     | هافانا                            |
| اللغة الرسمية                                             | اللغة الهولندية                | اللغة الإسبانية                   |
| العملة                                                    | دولار سورينامي، غيلدر سورينامي | بيزو كوبي، بيزو كوبي قابل للتحويل |
| الناتج المحلي الإجمالي (بليون دولار)                      | 3.32 مليار                     | 87.13 مليار                       |
| الناتج المحلي الإجمالي (تعادل القوة الشرائية) بليون دولار | 9.07 مليار                     |                                   |
| الناتج المحلي الإجمالي الاسمي للفرد دولار أمريكي          | 9.48 ألف                       |                                   |
| الناتج المحلي الإجمالي للفرد دولار أمريكي                 | 16.64 ألف                      |                                   |
| مؤشر التنمية البشرية                                      | 0.714                          | 0.769                             |
| رمز المكالمات الدولي                                      | +597                           | +53                               |
| رمز الإنترنت                                              | .sr                            | .cu                               |
| المنطقة الزمنية                                           | 00                             | 00                                |

## منظمات دولية مشتركة
يشترك البلدان في عضوية مجموعة من المنظمات الدولية، منها:
| علم المنظمة | اسم المنظمة                                                          | تاريخ انضمام سورينام | تاريخ انضمام كوبا |
| ----------- | -------------------------------------------------------------------- | -------------------- | ----------------- |
|             | يونسكو                                                               | 16 يوليو 1976        | 29 أغسطس 1947     |
|             | منظمة حظر الأسلحة الكيميائية                                         | ?                    | ?                 |
|             | منظمة التجارة العالمية                                               | ?                    | ?                 |
|             | وكالة حظر الأسلحة النووية في أمريكا اللاتينية ومنطقة البحر الكاريبي ‏ | ?                    | ?                 |
|             | الاتحاد البريدي العالمي                                              | ?                    | ?                 |
|             | منظمة الشرطة الجنائية الدولية                                        | ?                    | ?                 |
|             | الأمم المتحدة                                                        | 4 ديسمبر 1975        | 24 أكتوبر 1945    |
|             | الاتحاد الدولي للاتصالات                                             | 15 يوليو 1976        | 16 يناير 1918     |
|             | المنظمة الهيدروغرافية الدولية                                        | ?                    | ?                 |
|             | مجموعة دول أفريقيا والكاريبي والمحيط الهادئ                          | ?                    | ?                 |
|             | تحالف الدول الجزرية الصغيرة                                          | ?                    | ?                 |

## وصلات خارجية
- موقع وزارة الخارجية السورينامية
- موقع وزارة الخارجية الكوبية